# La Chapelle-aux-Saints 1
La Chapelle-aux-Saints 1 (ook bekend als 'De oude man' of de grijsaard van La Chapelle-aux-Saints) is een gedeeltelijk neanderthalerskelet. De vondst dateert uit 1908 en werd door A. en J. Bouyssonie en L. Bardon gedaan in La Chapelle-aux-Saints in Frankrijk. Het is een typisch voorbeeld van de 'klassieke' West-Europese neandertaler. Het betreft een wat oudere man, van minstens 40 jaar, wat destijds een vergevorderde leeftijd moet zijn  geweest. De skeletresten zijn naar schatting zo'n 60.000 jaar oud.

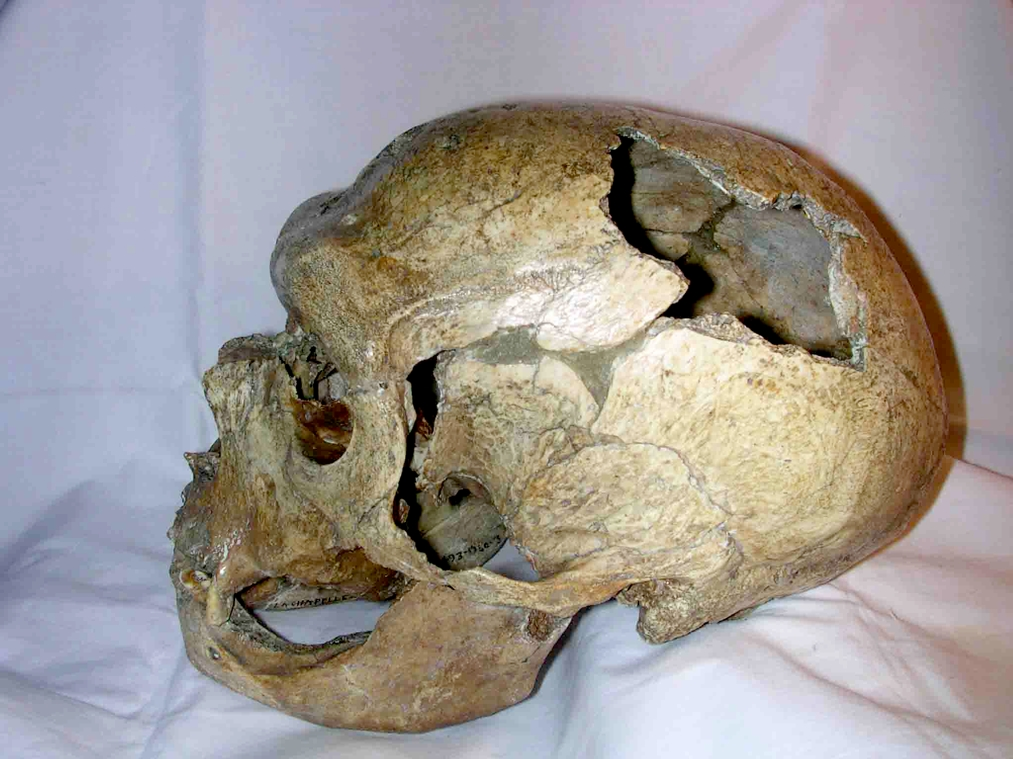
De schedel van de Neanderthaler uit Chapelle aux Saints

Het betrof omstreeks dezelfde tijd als de vondst van het graf van de Jongeling van Le Mouster (1909) een van de eerste archeologische vondsten van menselijke resten uit het Paleolithicum die gevonden werden bij gerichte opgravingen. Daarbij bleek tevens dat de prehistorische mens, in dit geval de neandertaler, ook zijn doden begroef, ouderen verzorgde en gelet op die begraving een vorm van geestelijk leven moet hebben gekend.
De overblijfselen werden voor het eerst bestudeerd door de Franse paleoantropoloog Marcellin Boule in 1911. Hij baseerde zijn reconstructie van de anatomie van de neanderthalers op het in La Chapelle-aux-Saints gevonden materiaal. Deze reconstructie was vervolgens meer dan dertig jaar zeer invloedrijk op het beeld van de neanderthaler in de populaire cultuur. Boule's reconstructie beeldde de neanderthalers af met een naar voren uitstekende schedel, een ruggengraat zonder kromming, gebogen heupen en knieën en een afwijkende grote teen. Deze voorstelling paste goed bij toenmalige evolutionaire scenario's, waarin neanderthalers niet werden beschouwd als directe voorouders van de moderne mens. De relatie van de neanderthalers tot de moderne mens is ook in de hedendaagse antropologie nog steeds een onderwerp van debat. 
In 1957 werden de overblijfselen opnieuw onderzocht door Straus en Cave. Deze onderzoekers schetsten een moderner beeld van de anatomie van de neandertaler, in het bijzonder zou hun houding en manier van lopen min of meer identiek zijn geweest aan die van de moderne mens. Straus en Cave schreven de deels foutieve interpretatie van Boule toe aan de ernstige artrose, waar de "Oude man" van La Chapelle-aux-Saints aan geleden zou hebben. 
Fysiek antropoloog Erik Trinkaus heeft gesuggereerd dat Boules zijn interpretatie voornamelijk beïnvloed werd door het gefragmenteerde karakter van de gevonden skeletresten.
Dit specimen had bij zijn leven een groot deel van zijn gebit verloren. Al zijn molaren (achterste kiezen, drie links en drie rechts, inclusief de verstandskiezen) waren afwezig en bijgevolg hebben sommige onderzoekers gesuggereerd dat de 'Oude man' iemand nodig zou hebben gehad om zijn eten voor te kauwen. Dit werd door velen aangehaald als een voorbeeld van altruïsme van de neanderthaler. Latere studies hebben echter aangetoond dat La Chapelle-aux-Saints 1 nog steeds de beschikking had over een aantal snijtanden, hoektanden en premolaren, waardoor hij nog steeds in staat moet zijn geweest zijn eigen eten te kauwen, hoewel misschien met enige moeite.